# Embajadores (Madrid)
Embajadores is een ondergronds station in de Spaanse hoofdstad Madrid dat in 1936 werd geopend. Het wordt bediend door lijn 3 van de Metro van Madrid en lijn 5 van de Cercanías.

## Geschiedenis
In 1936 werd het station geopend als zuidelijke eindpunt van metrolijn 3, die destijds Sol en Embajadores verbond. Deze lijn werd op 26 maart 1949 ten zuiden van Embajadores doorgetrokken naar Delicias. Op 5 juni 1968 werd het eerste deel van metrolijn 5 geopend met onder meer een station bij Acacias ongeveer 200 meter ten westen van Embajadores.  Om een inpandige overstap tussen de lijnen 3 en 5 mogelijk te maken werd Acacias met een overstaptunnel verbonden met Embajadores.
Op 28 mei 1989 werd Embajadores aangesloten op de Cercanías toen lijn C-6 uit het zuiden werd doorgetrokken. De bouw van de perrons voor de Cercanías ging gepaard met een reeks problemen rond de aanpassing van de nooduitgangen, de signalering, de stroomvoorziening en technische zaken van het rollend materieel, waardoor de opening enkele maanden was uitgesteld. Op 30 september 1991 werd het baanvak Embajadores-Atocha geopend, waarmee de C-6 en de C-5 waren samengevoegd. Lijn C-6 verdween in oktober 1991 uit het net en de lijn wordt sindsdien onderhouden als C-5.
In de periode 2003 – 2006 werd lijn 3 grondig opgeknapt, wat ook voor Embajadores een verbouwing betekende. De gemeenschappelijke stationshal van metro en cercanías werd grondig gerenoveerd en voorzien van liften, ook kreeg het station een extra toegang. De perrons uit het interbellum waren slechts 60 meter lang en werden aan de zuidkant verlengd met 30 meter om ze geschikt te maken voor metrostellen van 90 meter lengte. 
Bovengronds was er het eindpunt  voor de streekbussen 443, 444 naar Getafe en de nachtlijn N41, dat op 19 januari 2008 werd verplaatst naar Plaza Elíptica. Op 1 april 2017  kwam er een eind aan de afwijkende openingstijden waarbij het station in verband met personeelstekort om 21:40 uur sloot.

## Archeologie
Tijdens graafwerkzaamheden in het kader van  de renovatie van de hal werden op de begane grond twee verzamelingen stenen gevonden die waarschijnlijk deel uitmaakten van een waterbouwkundige constructie of van de kanalisering van de kloof van Embajadores. De kwaliteit van sommige granieten stenen kan erop wijzen dat ze ooit onderdeel waren van de Portillo de Embajadores (Ambassadeurspoort). Daarnaast werden fossielen uit het Mioceen aangetroffen.

## Ligging en inrichting
De stationshal ligt onder de Glorieta de Embajadores en heeft verschillende toegangen rond het plein. 
De perrons van lijn 3 liggen in een boog vrijwel noord-zuid onder de oostkant van het plein. Ten noorden van het station ligt de metrotunnel onder de Calle Miguel Servet, ten zuiden van het station ligt de metrotunnel onder de Calle des Embajadores om 100 meter zuidelijker naar het oosten af te buigen. 
De perrons van de cercanías liggen vrijwel haaks op de metro onder de noordkant van het plein. Ten westen van het station ligt de cercaníastunnel onder de Ronda de Toledo, ten oosten onder de Ronda de Valencia. Hier ligt ook een kruiswissel waardoor treinen van spoor kunnen wisselen en eventueel kunnen keren.

Bushaltes en stationstoegangen bij de Glorieta de Embajadores
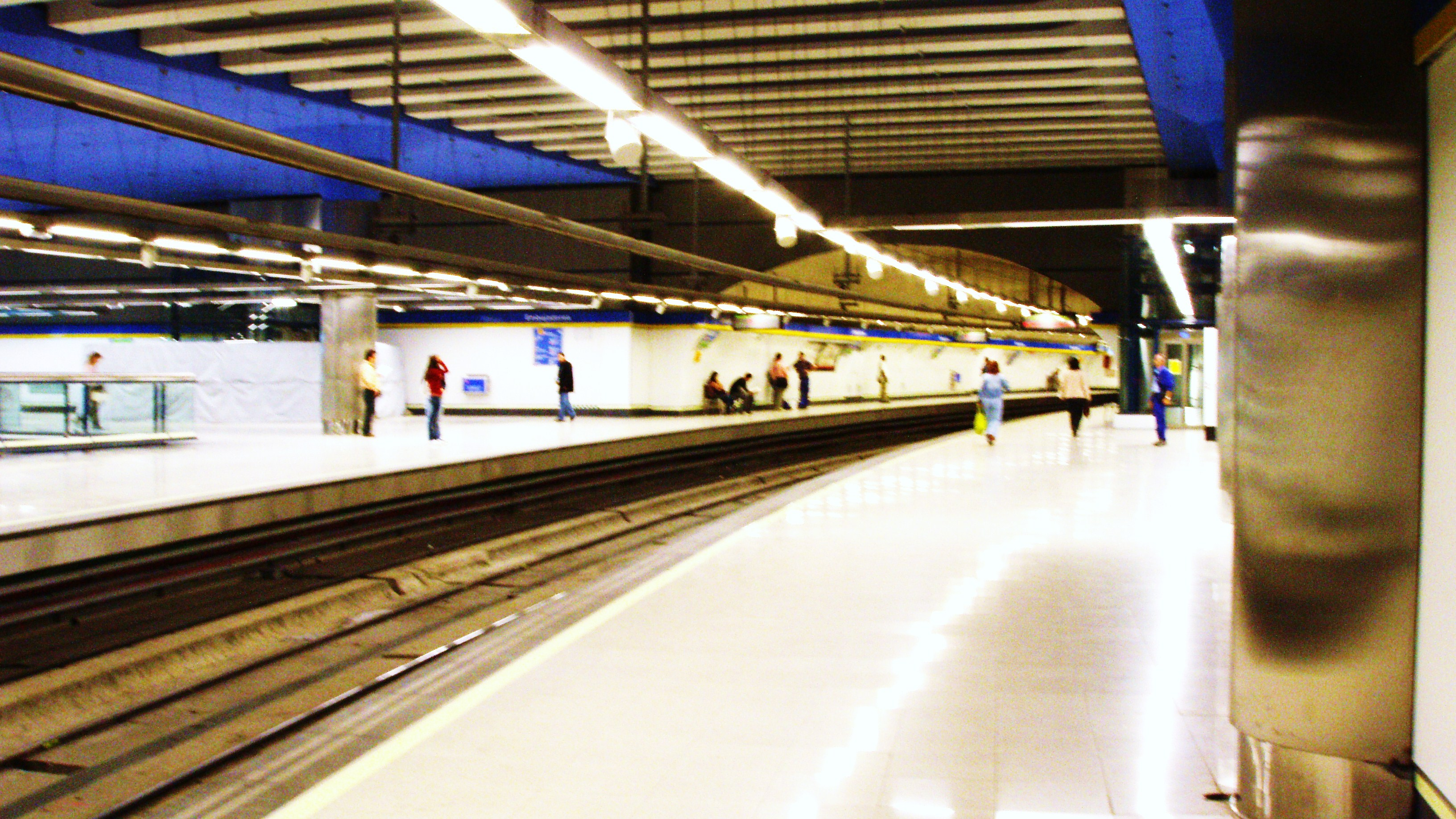
Sporen en perrons van de metro gezien uit het zuiden
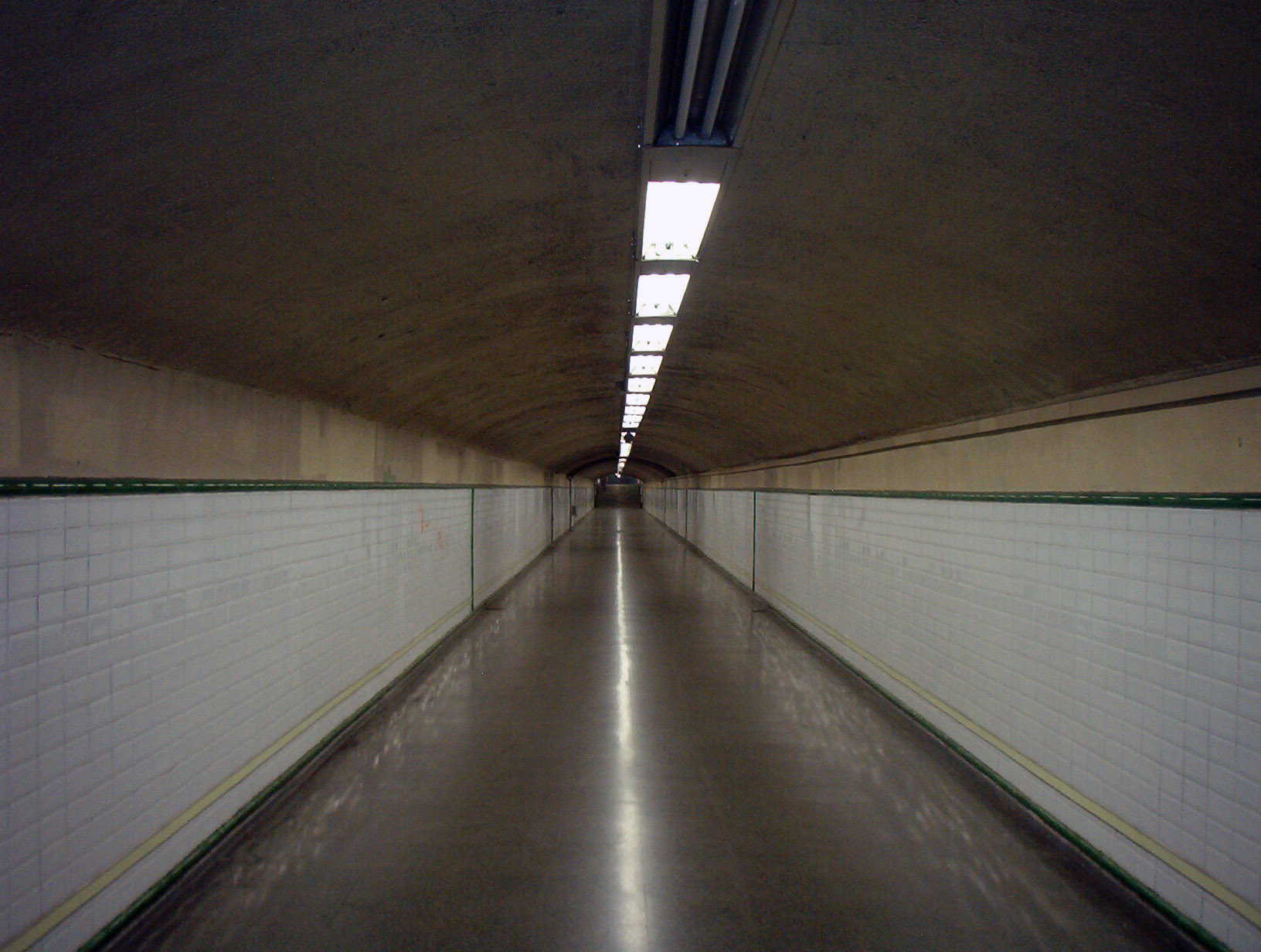
De overstaptunnel tussen Acacias en Embajadores